# ليتيسيا توريس
ليتيسيا توريس (بالإسبانية: Leticia Torres)‏ (30 مايو 1994 بتشيلي - ) هي مدربة كرة قدم ولاعبة كرة قدم تشيلية في مركز الدفاع.

## وصلات خارجية
- ليتيسيا توريس على موقع قاعدة بيانات كرة القدم.إي يو (الإنجليزية)